# Hashim el-Atassi
Hāshim Bey Khālid al-Atāsī (in arabo هاشم ﺧﺎﻟﺪ الأتاسي‎?) (Homs, 1875 – Homs, 5 dicembre 1960) è stato un politico siriano.
Fu presidente della Siria nei periodi 1936-1939, 1950-1951 e nel 1954.

## Origini e carriera politica
Nato a Ḥomṣ da una famiglia molto numerosa di proprietari terrieri e molto attiva politicamente. Studiò amministrazione pubblica alla Accademia Mülkiye di Istanbul e si diplomò nel 1895.
Iniziò la sua carriera politica nel 1898 nella provincia ottomana di Beirut e fino al 1918 fu governatore di Homs, Ḥamā, Baalbek, dell'Anatolia e di Jaffa, quest'ultima comprendente l'allora piccolo insediamento urbano di Tel Aviv.
Nel 1920, dopo la sconfitta dell'Impero ottomano nella prima guerra mondiale, venne eletto deputato nel Congresso Nazionale Siriano, il parlamento del Regno di Siria. L'8 marzo 1920, il Congresso proclamò l'indipendenza e l'istituzione di una monarchia costituzionale retta da re Fayṣal I. Durante il breve periodo di reggenza di questo monarca al-Atāsī ricoprì la carica di Primo ministro.
A seguito degli Accordi Sykes-Picot (tenuti segreti agli arabi) e di un Mandato della Lega delle Nazioni, le potenze europee stabilirono che la Siria dovesse essere amministrata dalle autorità francesi, cosa che si realizzò fin dal 1920. 
Durante il suo breve mandato di Primo ministro, al-Atāsī nominò alla carica di ministro degli Esteri il leader nazionalista ʿAbd al-Raḥmān Shāhbandar che molto si era impegnato per ottenere l'indipendenza siriana dall'Impero ottomano. Fu tramite l'attività diplomatica di quest'ultimo che al-Atāsī cercò di stringere una alleanza tra la Siria e l'Europa con lo scopo di vanificare il Mandato francese.
Tuttavia il tentativo venne vanificato dal rapido intervento francese in Siria, che si adoperò immediatamente per rovesciare il governo indipendentista siriano. L'Alto Commissario francese Henri Gouraud presentò a Fayṣal I un ultimatum, nel quale si chiedeva lo scioglimento del governo siriano, la resa della capitale Aleppo all'esercito francese, lo smantellamento delle forze armate siriane e l'adozione del franco francese come valuta corrente nel paese.
Vani furono i tentativi del ministro degli esteri siriano di trattare con l'Alto Commissario francese e, dopo la sconfitta dell'esercito siriano nella battaglia di Maysalun, il governo siriano dovette sciogliersi il 24 luglio 1920.

## Il Mandato francese
Dopo lo scioglimento del governo siriano da parte dei francesi, al-Atāsī si riunì nel 1927 con alcuni potentati siriani per dare vita al Blocco Nazionale ( al-Kutla al-waṭaniyya ), un movimento politico indipendentista che guidò la Siria nei successivi venti anni di lotte politiche.
La creazione del Blocco Nazionale fu il tentativo di ottenere l'indipendenza siriana tramite la lotta politica e diplomatica piuttosto che con la resistenza armata, grazie all'opera di una coalizione politica permanente.
Tra i suoi membri fondatori c'erano proprietari terrieri, giuristi, liberi professionisti e alti funzionari pubblici, provenienti da Damasco, Aleppo, Ḥomṣ, Ḥamā e Latakiya e al-Atāsī ne venne eletto Presidente permanente.
Nel 1928 al-Atāsī venne eletto anche Presidente dell'Assemblea Costituente con l'incarico di stilare la prima costituzione repubblicana della Siria. La Commissione venne sciolta con la forza dall'Alto Commissario francese nel maggio 1930 a causa della sua adesione ai proclami indipendentisti del precedente governo del 1920, e al-Atāsī venne imprigionato per diversi mesi nell'isola di Arwād.
Dopo la sua liberazione, si candidò nuovamente alla presidenza della Costituente ma venne battuto, cedendo la carica all'indipendentista Muḥammad ʿAlī al-ʿĀbid, mentre divenne deputato per la città di Ḥomṣ nel Parlamento nel 1932.

## Primo Presidente della Repubblica
Inizialmente al-Atāsī collaborò con il regime di al-ʿĀbid, ma vi si oppose quando costui elesse alla carica di Primo Ministro e di Portavoce del Parlamento, due figure notoriamente legate alle autorità francesi. Nel 1934 al-ʿĀbid trattò con i francesi un negoziato grazie al quale la Francia avrebbe concesso un graduale processo di affrancamento della Siria dal mandato mantenendo però sotto il proprio controllo la regione montuosa siriana.
al-Atāsī si oppose fermamente alla stipula del trattato sostenendo che nessuna indipendenza poteva considerarsi tale se non avesse riguardato l'intero territorio della Siria.
A sostegno della propria opposizione, al-Atāsī mobilitò una protesta che si prolungò per circa due mesi, nella quale il Blocco Nazionale organizzò movimenti di piazza e serrate di negozi ed attività commerciali che ben presto misero in ginocchio l'economia nazionale mettendo in grande imbarazzo il regime di al-ʿĀbid di fronte all'opinione pubblica e politica internazionali.

### Il trattato franco-siriano per l'indipendenza
In risposta ai movimenti di protesta, la Francia accettò di riconoscere il Blocco Nazionale come unico rappresentante e portavoce delle volontà del popolo siriano ed invitò al-Atāsī a Parigi per un colloquio diplomatico.
Il 22 marzo 1936 al-Atāsī fu a capo di una delegazione rappresentativa del Blocco Nazionale in Francia, e dopo sei mesi di colloqui e trattative, riuscì ad ottenere un trattato franco-siriano per l'indipendenza, che garantiva l'emancipazione della Siria in un arco di tempo di venticinque anni, e l'incorporamento dei precedenti territori indipendenti nella nuova nazione siriana. In cambio la Siria prometteva la concessione dello spazio aereo ai francesi, il diritto al mantenimento delle basi militari in territorio siriano e soprattutto l'appoggio alla Francia in tempo di guerra.
Tornato in Siria il 27 settembre 1936, al-Atāsī venne accolto in trionfo ed acclamato eroe nazionale. Nel novembre dello stesso anno venne eletto a maggioranza come Presidente della Repubblica di Siria e primo capo di Stato della Siria moderna.

## L'avvento della Seconda Guerra Mondiale
Dopo i primi entusiasmi per la tanto sospirata indipendenza, divenne chiaro alla fine del 1938 che la Francia non avesse alcun interesse a ratificare i punti del trattato. Il motivo di questo rifiuto era parzialmente dato dal timore che dando l'indipendenza ai territori delle colonie in Vicino Oriente, questi avrebbero potuto allearsi o fiancheggiare il regime nazista in Germania.
Il 7 luglio 1939 al-Atāsī rassegnò le dimissioni in segno di protesta contro le dilazioni della Francia a ratificare la piena indipendenza della Siria e a ritirare le proprie truppe dal territorio siriano.

Ben presto la popolazione siriana cominciò a manifestare il proprio malcontento che venne cavalcato dall'avversario politico di al-Atāsī, ʿAbd al-Raḥmān Shāhbandar, il quale tornò in Siria per protestare contro l'incapacità del Blocco Nazionale ad ottenere l'indipendenza dal mandato francese.
Oltre alla ritardata ratificazione dei trattati, un secondo e non meno grave motivo che spinse al-Atāsī alle dimissioni fu la cessione da parte della Francia della provincia di Alessandretta (nell'attuale provincia di Hatay) alla Turchia.

### Il ritiro dalla vita politica
Fu così che l'ex-presidente si ritirò nella sua nativa Ḥomṣ e visse in totale isolamento per circa un anno, rifiutandosi categoricamente di prendere parte a qualsiasi attività politica. Alle sue dimissioni seguì un periodo buio per l'indipendentismo siriano che vide il rafforzarsi incontrastato dell'autorità francese, soprattutto durante e dopo la Seconda Guerra Mondiale, quando la Siria venne occupata dalle forze britanniche e dall'esercito della Francia Libera del generale Charles de Gaulle che restarono nella regione fino al 1946.
Nel tentativo di ingraziarsi i favori del popolo siriano ed ottenere il loro appoggio contro la Germania nazista, Charles de Gaulle compì un viaggio in Siria nel quale promise nuovamente l'indipendenza e fece formalmente visita all'ex leader siriano invitandolo a riprendere la carica di Presidente e promettendo la propria intenzione di scrivere una nuova pagina tra Siria e Francia. La richiesta ebbe un netto rifiuto motivato dal fatto che al-Atāsī dichiarò di non credere alla effettiva volontà della Francia di rendere la Siria una nazione indipendente.
Piuttosto che accettare di riassumere la carica presidenziale, al-Atāsī fece eleggere un suo pupillo, Shukrī al-Quwwatlī, noto indipendentista di Damasco, che venne eletto Presidente della Repubblica nel 1943.

### Il governo di unità nazionale
Atāsī non prese attivamente parte al regime di al-Quwwatlī ma lo appoggiò per tutta la sua durata, fino al 1949. 

Nel 1947, mentre il governo siriano affrontava un grave periodo di crisi, il presidente al-Quwwatlī chiamò il vecchio leader a comporre un governo di unità nazionale. A causa della forte tensione politica nel paese, al-Atāsī non fu in grado di assolvere al suo compito, e nel 1949 il governo fu rovesciato da un colpo di Stato guidato da Ḥuṣnī al-Zaʿīm che detenne il potere in una dittatura militare per quattro mesi prima di essere rovesciato a sua volta.
Al fine di scongiurare nuovi colpi di mano militari e ripristinare il potere civile, i leader politici siriani invitarono al-Atāsī a creare un nuovo governo provvisorio, che avrebbe presenziato alla creazione di una nuova legge elettorale. Atāsī accettò l'incarico e compose un gabinetto nel quale erano incluse tutte le forze politiche siriane, compreso il partito Baʿth di Michel Aflaq che fu nominato ministro dell'Agricoltura del governo provvisorio.
Grazie al suo operato, venne promulgata una nuova legge elettorale che contemplava per la prima volta il voto alle donne, e si andò alle elezioni il 15 novembre 1949. Atāsī coprì la carica di Primo Ministro del nuovo governo fino alla sua seconda nomina a Presidente della Repubblica nel dicembre del 1949.

## Secondo mandato presidenziale
Il secondo mandato presidenziale di al-Atāsī fu ancora più turbolento e tormentato del primo.
Egli entrò infatti subito in conflitto con i rappresentanti politici di Damasco, che si opponevano al suo appoggio al disegno politico di annessione all'Iraq promosso dai notabili di Aleppo. Per fare ciò egli appoggiò apertamente il Partito Popolare filo-iracheno ed elesse alla carica di Primo ministro il suo leader, Naẓīm al-Qudsī. 

### La politica filo-irachena
Una delle iniziative politiche più memorabili di questo mandato fu la chiusura dei confini siriani con il Libano con lo scopo di limitare la rampante influenza degli affaristi libanesi nell'economia siriana. Tra il 1949 ed il 1951 al-Ātāssī intavolò colloqui bipolari con i leader politici iracheni per discutere l'annessione della Siria con l'Iraq, compreso il principe ereditario ʿAbd al-Ilāh e lo stesso sovrano Fayṣal II d'Iraq.
Ciò scatenò la forte opposizione di un brillante ufficiale militare politicamente molto influente, Adīb al-Shishaklī, il quale dichiarò che mai un appartenente alla dinastia hascemita avrebbe governato su Damasco. Shishaklī chiese ufficialmente ad al-Ātāsī un cambiamento di rotta nel suo corso politico filo-iracheno, ma ottenne un netto rifiuto. 

Per tutta risposta Shishaklī fece arrestare il capo dello staff presidenziale, Sāmī al-Ḥinnāwī, simpatizzante del Partito Popolare e alcuni ufficiali filo-iracheni nell'esercito siriano. Come atto finale l'emergente leader militare pretese l'elezione del suo braccio destro, il Colonnello Fawzī Selū, come nuovo Ministro della Difesa, per supervisionare e tenere sotto controllo l'influenza irachena sull'esercito siriano. Seppur riluttante, il presidente al-Atāsī, non volendo un confronto diretto con l'esercito, assecondò le richieste di Shishaklī, ma quando incaricò un rappresentante del Partito Popolare, Maʿrūf al-Dawālībī, di formare un nuovo governo, costui ritirò al colonnello Fawzi Selū l'incarico di Ministro della Difesa.
Come reazione Shishaklī lanciò un colpo di Stato ed arrestò il Primo Ministro e tutti i membri del Partito Popolare. Il parlamento venne sciolto e tutti i politici simpatizzanti del progetto politico filo-iracheno vennero arrestati. In segno di protesta al-Atāsī rassegnò le sue dimissioni di fronte ad un parlamento ormai deserto il 24 dicembre 1951.

### L'opposizione al regime militare
Durante il regime di Shishaklī (1951-1954), al-Atāsī fu a capo del movimento di opposizione, reclamando l'incostituzionalità del nuovo governo.
Egli si appellò al dissenso dei militari, ai politici filo-iracheni ed ai leader di tutti i partiti politici messi al bando, invitando la popolazione siriana alla ribellione.
Nel febbraio del 1954 Shishaklī mise il vecchio leader politico agli arresti domiciliari, e imprigionò suo figlio Adnān.
La levatura morale e politica di al-Atāsī era tale che non passò molto tempo prima che una rivolta militare, partita dalla regione montagnosa della Siria, infiammasse tutto il paese. Il 24 febbraio 1954 il regime di Shishaklī venne alla fine rovesciato.
Sei giorni dopo il 1º marzo 1954 al-Atāsī tornò a Damasco dal suo esilio di Ḥomṣ e riprese la sua carica di Presidente della Repubblica, reinsediando tutte le cariche del precedente governo del Primo Ministro Maʿrūf al-Dawālībī, e cercando di cancellare ogni traccia dei quattro anni di dittatura militare.

## Gli ultimi anni
Negli ultimi anni della sua attività politica, l'ormai ottantenne Presidente della Repubblica cercò di opporsi al crescente potere dei militari e delle correnti di sinistra, caratterizzate dall'ideologia socialista e da una ispirazione filo-sovietica, ma soprattutto dalla cieca adesione al corso politico del leader socialista egiziano Gamāl ʿAbd al-Nāṣir, la cui figura in Siria venne promossa e sostenuta da membri importanti della stessa famiglia del Presidente, come Jamāl al-Atāsī e Nūr al-Dīn al-Atāsī.
Il presidente siriano cercò sempre di osteggiare Gamāl ʿAbd al-Nāṣir e di evitare che la Siria finisse sotto la sua sfera d'influenza. A differenza di molti altri leader arabi, al-Atāsī era convinto che Gamāl ʿAbd al-Nāṣir fosse troppo giovane ed inesperto per poter guidare il mondo arabo.
Presto il presidente siriano dovette scontrarsi con elementi filo-egiziani all'interno del proprio governo tra i quali spiccava il Primo Ministro Ṣabrī al-ʿAsalī, che accusò di voler trasformare la Siria in un satellite dell'Egitto di Gamāl ʿAbd al-Nāṣir.
Per fronteggiare il dilagante clima pro-Gamāl ʿAbd al-Nāṣir nel suo paese, al-Ātāsī fu tentato di aderire al patto di Baghdad con il quale Stati Uniti e Regno Unito intendevano contenere con ogni mezzo il dilagare dell'influenza comunista nel mondo vicino-orientale, ma fu bloccato da potenti elementi filo-egiziani all'interno dell'esercito.
Cercando nuovi alleati contro il nemico comune, li trovò in Iraq, nella persona del Primo ministro iracheno Nūrī al-Saʿīd e della dinastia hashemita che contendeva a Gamāl ʿAbd al-Nāṣir la leadership del mondo arabo.

Forte del sostegno iracheno, al-Ātāssī sciolse il governo di Aṣālī e nominò Primo Ministro il moderato Fāris al-Khūrī, il cui primo compito fu partire come inviato del Presidente siriano in Egitto e manifestare a Gamāl ʿAbd al-Nāṣir il disappunto della Siria sulla conduzione della politica araba da parte del raʿīs egiziano.

## Le disavventure familiari e la morte
La presidenza di al-Atāsī ebbe termine nel settembre del 1955 ed egli si ritirò dalla vita politica, ormai vecchio ed infermo.
Nel 1956 la sua figura venne investita dallo scandalo che coinvolse suo figlio Adnān, accusato di un complotto filo-iracheno per rovesciare il governo del neo Presidente della Repubblica Shukrī al-Quwwatlī, favorevole a Gamāl ʿAbd al-Nāṣir.
Adnān fu processato e condannato a morte per alto tradimento, ma l'alta levatura morale di suo padre convinse i giudici a commutare la pena nell'ergastolo. Il vecchio presidente si rifiutò sempre di fare visita a suo figlio in prigione, come segno simbolico di protesta contro il dilagare del potere militare in Siria.
Egli morì nella sua casa natia ad Ḥomṣ il 6 dicembre 1960, proprio nell'anno dell'unificazione tra Siria ed Egitto. Ai suoi funerali parteciparono molti leader politici arabi, compresa una delegazione della neonata Repubblica Araba Unita del presidente egiziano Gamāl ʿAbd al-Nāṣir.